# Kalmiella hirsuta
Kalmiella hirsuta là một loài thực vật có hoa trong họ Thạch nam. Loài này được (Walter) Small mô tả khoa học đầu tiên năm 1903.